# Hyperthaema
Hyperthaema is een geslacht van vlinders van de familie spinneruilen (Erebidae), uit de onderfamilie Arctiinae.

## Soorten
- H. albipuncta Schaus, 1901
- H. cardinalis Staudinger, 1875
- H. caroei Jörgensen, 1935
- H. coccinata Schaus, 1905
- H. elysiusa Schaus, 1933
- H. haemacta Schaus, 1901
- H. hoffmannsi Rothschild, 1909
- H. orbicularis Maassen, 1890
- H. perflammans Hampson, 1916
- H. pulchra Rothschild, 1935
- H. punctata Rothschild, 1935
- H. reducta Joicey & Talbot, 1916
- H. ruberrima Schaus, 1905
- H. sanguineata Walker, 1865
- H. signatus Walker, 1862
- H. sordida Rothschild, 1935
- H. sororita Schaus, 1920